# Csáthy Géza
Csáthy Géza (1847 – Kolozsvár, 1875. február 7.) író, költő, színműíró, polgári foglalkozása köz- és váltóügyvéd.

## Élete
Csáthy Géza magyar királyi pénzügyi tanácsos és Greipel Jozefa fiaként született. Fiatalon, 28 évesen halt meg tüdővész (vízkór) következtében, házassága 4. évében; egy gyermeket hagyott hátra. Felesége Medgyaszay Ilka operaénekesnő volt. 1875. február 9-én helyezték örök nyugalomra a helyi köztemetőben, egy évvel korábban elhunyt fiával közös sírba. Temetésén Szász Gerő búcsúztatta.

## Munkái
- Színművek. Debreczen, 1867. (Giboyer fia, szinmű 5 felv.Augier Emil után ford., először adatott Párisban 1862. decz. 12. 2. kiadás. Pest, 1869. és a Nemzeti Szinház Könyvtára 68. Bpest, 1875. A csapodár, Un caprice, vigj. 1 felv. De Musset Alfred után ford., először datott Párisban a Theâtre françaisban 1847. nov. 27.)
- Az árulók, regény Ponson du Terrail után francziából ford. Pest, 1868.

Költeményeket írt a Nefelejtsbe (1865–67. 1869.), Moore Tamás Eskü c. költeményének fordítását, debreceni, gleichenbergi és felső olaszországi leveleket és a Kolozsvári vasuton c. cikkeket a Fővárosi Lapokba (1866–67. 1869–70.), a debreceni honvédemlék leleplezéséről a Magyarország és a Nagyvilágba (1867. 34. sz.), Meran és Vidékéről (Uo. 1871. 2.)